# 1993 w Wojsku Polskim
Kalendarium Wojska Polskiego 1993 – strona przedstawia wydarzenia w Wojsku Polskim w roku 1993.

## Luty
19 lutego
- podpisano ustawę o znakach Sił Zbrojnych Rzeczypospolitej Polskiej

## Marzec
- z wizytą w Gubinie przebywał wiceminister obrony narodowej Bronisław Komorowski[1]

8 marca
- Centralna Składnica Marynarki Wojennej w Gdyni otrzymała imię kontradmirała Xawerego Stanisława Czarnieckiego[2]

## Kwiecień
1 kwietnia
- Komendant Główny Żandarmerii Wojskowej płk Henryk Piątkowski przekazał dowodzenie gen. bryg. Alfonsowi Kupisowi

6 kwietnia
- na poligonie Czerwony Bór trwało ćwiczenia taktyczne batalionu Nadwiślańskich Jednostek MSW ze strzelaniem amunicją bojową. Strzelania obserwowali: prezydent RP Lech Wałęsa, wicepremier Henryk Goryszewski, minister SWi Andrzej Milczanowski, parlamentarzyści, szef Sztabu Generalnego WP gen, broni Tadeusz Wilecki i wiceminister ON Bronisław Komorowski[3]

24 kwietnia
- szef Biura Bezpieczeństwa Narodowego Jerzy Milewski przebywał wśród lotników 6 pułku lotnictwa myśliwsko-bombowego. Minister odbył lot na samolocie SU-22 i spotkał się z kadrą zawodową[3]

## Maj
8 maja
- 73 pułk zmechanizowany Ułanów Karpackich obchodził swoje ułańskie święto[1]

11 maja
- na morskim poligonie lotniczym z pilotami 1 pułku lotnictwa myśliwskiego spotkał się wicepremier Henryk Goryszewski. Wspólnie z pilotem roku kpt. Chołujem wykonał lot na samolocie MiG-29[3]

11–13 maja
- na poligonie drawskim odbyło się ćwiczenie dowódczo-sztabowe pod kryptonimem "Aladyn 93". Ćwiczyły sztaby i dowództwa jednostek 8 Dywizji Zmechanizowanej we współdziałaniu z wojewódzkimi sztabami wojskowymi ze Szczecina, Koszalina i Słupska oraz grupy operacyjne z urzędów wojewódzkich Koszalina i Słupska. Ćwiczeniem kierował dowódca POW gen. dyw. Tadeusz Bazydło[3]

14 maja
- na nowym trałowcu bazowym ORP "Wigry" podniesiono banderę. Matką chrzestną była Maria Buczma[3]

15 maja
- 1 Pułk Lotnictwa Myśliwskiego otrzymał nazwę wyróżniającą "Warszawa" i imię gen. bryg. Stefana Pawlikowskiego. Przejął też tradycje bojowe wszystkich jednostek lotnictwa myśliwskiego, które nosiły nazwę "warszawskich" lub "kościuszkowskich"[3]
- na rynku w Opolu 102 Pułk Zmechanizowany przejął tradycje:

1, 2, 3 dywizjonów i szwadronów samochodów pancernych z lat 1920-1930, 4 Dywizjonu Pancernego z lat 1930-1933, 4 Batalionu Pancernego im. Hetmana Wielkiego Litewskiego Jana Karola Chodkiewicza z lat 1933-1939 oraz 4 Pułku Pancernego „Skorpion” z lat 1942-1947
31 maja
- ćwiczących na drawskim poligonie żołnierzy 8 Dywizji Zmechanizowanej odwiedzili: wicepremier Henryk Goryszewski, minister ON Janusz Onyszkiewicz wraz z wiceministrami Komorowskim i Grudzińskim. Goście obserwowali ćwiczenie taktyczne batalionu 32 pułku zmechanizowanego oraz strzelania czołgistów i piechoty 16 pułku zmechanizowanego, pokazy sprzętu lotniczego oraz sprzętu wojsk lądowych polskiej produkcji[3]

## Czerwiec
2 czerwca
- trwały ćwiczenia Marynarki Wojennej p.k. "Rekin 93".Żołnierzy odwiedzili minister stanu Jerzy Milewski i szef Sztabu Generalnego gen. broni Tadeusz Wilecki[3]

3 czerwca
- na poligonie morskim w Ustce zakończyły się pierwsze ostre strzelania do celów powietrznych rakietami średniego zasięgu jednostek rakietowych z Czech, Węgier i Polski[3]

21 czerwca
- 11 Brygada Zmechanizowana w Żarach otrzymała imię hetmana wielkiego koronnego Stanisława Żółkiewskiego[4]

21–23 czerwca
- w Centrum Szkolenia Wojsk Lądowych w Drawsku Pomorskim, na bazie 16 Pułku Zmechanizowanego Ułanów Wielkopolskich, dowódca POW gen. dyw. Tadeusz Bazydło przeprowadził instruktażowo-metodyczne ćwiczenia pułkowe p.k. "Agat 93"[3]

24 czerwca
- w Akademii Obrony Narodowej przebywała delegacja analogicznej uczelni sił zbrojnych Indii. Goście zapoznali się ze strukturą organizacyjną oraz funkcjonowaniem uczelni. Zwiedzili też 1 pułk zmechanizowany[3]

? czerwca
- po raz pierwszy polski okręt ORP "Lech" uczestniczył w międzynarodowych manewrach Baltops na Bałtyku[5].

## Lipiec
6 lipca
- w 41 pułku zmechanizowanym przebywał wiceprzewodniczący Komisji Obrony Narodowej Bundestagu J. van Essen[6]

15 lipca
- na Polach Grunwaldzkich, w obecności ministrów Janusza Onyszkiewicza i A. Butkevićiusa dokonano przekazania nowo tworzonej armii litewskiej 10 transporterów opancerzonych, karabiny maszynowe oraz inne uzbrojenie i wyposażenie[6]

21 lipca
- 8 Dywizja Zmechanizowana z Koszalina została przeformowana na 8 Bałtycką Dywizję Obrony Wybrzeża[7]

23 lipca
- na poligonie drawskim zakończyły się ćwiczenia p.k. "Lancet 93". Uczestniczyli w nim żołnierze 36 pułku zmechanizowanego Legii Akademickiej i podchorążowie Wojskowej Akademii Medycznej. W ćwiczeniach wzięła udział grupa medyków z Czech i RFN[6].
- decyzją nr 45/MON minister obrony narodowej Janusz Onyszkiewicz powołał służbę prasowo-informacyjną resortu obrony narodowej[6]
- 5 Kresowa Dywizja Zmechanizowana w Gubinie otrzymała imię Króla Bolesława Chrobrego[8]

31 lipca
- zastępca szefa Sztabu Generalnego gen. dyw. Leon Komornicki i dowódca WOW gen. dyw. Julian Lewiński podpisali porozumienie, na mocy którego CWKS "Legia" Warszawa stał się klubem sportowym Warszawskiego Okręgu Wojskowego[6]

## Sierpień
- sformowanie 1 Mazurskiej Brygady Artylerii[9]

11 sierpnia
- w siedzibie Sztabu Generalnego WP odbyło się spotkanie z szefem zespołu konstrukcyjnego zastawu przeciwrakietowego "Patriot" - Zdzisławem Starosteckim[6]

24–25 sierpnia
- amerykański zespół inspekcyjny przeprowadził w 10 pułku zmechanizowanym w Opolu kontrolę przestrzegania traktatu "O konwencjonalnych siłach zbrojnych w Europie"[6]

25 sierpnia
- 1 Mazurskiej Brygadzie Artylerii nadano nazwę wyróżniającą Mazurska oraz patrona - gen. Józefa Bema[9].

28 sierpnia
- w wyższych szkołach oficerskich odbyły się uroczyste promocje. Na mocy decyzji Prezydenta RP, 542 podchorążych otrzymało pierwszy stopień oficerski[6]

## Wrzesień
4 września
- w 50. rocznicę swego powstania, 1 Mazurska Brygada Artylerii Armat im. Generała Józefa Bema przejęła dziedzictwo tradycji swoich poprzedniczek[6]

12 września
- na Skarpie Potockiej na Żoliborzu odbyła się uroczystość odsłonięcia pomnika 27 Wołyńskiej Dywizji AK i ofiar masowej eksterminacji Polaków na Wołyniu oraz wręczenie sztandaru środowisku żołnierzy dywizji
- w Kamiennej Starej spoczęły prochy, zmarłego w 1954 roku, dowódcy 5 Kresowej Dywizji Piechoty gen. bryg. Nikodama Sulika i jego żony Anieli, które powróciły do kraju z londyńskiego cmentarza Brompton[6]

13–17 września
- w Wielkiej Brytanii i Polsce trwały uroczystości ekshumacji i powrotu do kraju prochów Nnaczelnego wodza gen. broni Władysława Sikorskiego. W kościele św. Magdaleny w Newark generała pożegnali: były prezydent Rządu RP na Uchodźstwie Ryszard Kaczorowski, były dowódca 1 Dywizji Pancernej gen. J. Sobolewski, minister w rządzie Wielkiej Brytanii D. Hogg, prezes Zjednoczenia Polskiego w Anglii Z. Szkopiak. Z wojskowej bazy w Waddington prochy generała powróciły do kraju. W mszy żałobnej w katedrze polowej WP uczestniczyli: prezydent RP L. Wałęsa, premier H. Suchocka, ministrowie J. Onyszkiewicz i J. Milewski, szef Sztabu Generalnego gen. broni Tadeusz Wilecki, dowódcy OW i RSZ, generalicja. Naczelnego Wodza pożegnał w katedrze prymas Polski kardynał Józef Glemp. Na pokładzie wojskowego śmigłowca trumnę przewieziono do Krakowa. Z kościoła Mariackiego na Wawel w kondukcie pogrzebowym uczestniczyli: prezydent RP Lech Wałęsa, Filip ks. Edynburga, premier Hanna Suchocka, marszałkowie Sejmu i Senatu, ministrowie, biskupi z prymasem Józefem Glempem, generalicja z szefem Sztabu Generalnego gen. broni T. Wileckim, władze Krakowa, poczty sztandarowe. Przy dźwiękach srebrnych dzwonów wawelskich trumna z prochami spoczęła na Wawelu w krypcie św. Leonarda[6].

15 września
- przed budynkiem 5 Kresowej Dywizji Zmechanizowanej odsłonięto tablicę pamiątkową poświęconą pamięci żołnierzy wszystkich piątych dywizji Wojska Polskiego[10]
- 5 Kresowa Dywizja Zmechanizowana przejęła dziedzictwo tradycji historycznych jednostek noszących numer 5, a gościem honorowym uroczystości była żona gen. Władysława Andersa – Irena Anders. Od tej pory pełna nazwa dywizji brzmiała: 5 Kresowa Dywizja Zmechanizowana im. Króla Bolesława Chrobrego[10]
- 5 Pułk Artylerii Przeciwlotniczej z Gubina, 13 Pułk Zmechanizowany z Kożuchowa i 5 Pułk Artylerii z Sulechowa przejęły nowe tradycje[10]

17 września
- prezydent Lech Wałęsa przyjął w Belwederze meldunek pełnomocnika rządu rosyjskiego ds. pobytu wojsk rosyjskich w Polsce gen. płk. L. Kowalewa o opuszczeniu Polski przez ostatnią 21-osobową grupę żołnierzy Federacji Rosyjskiej[6]

25 września
- przeformowano 9 Dywizję Zmechanizowaną na 21 Brygadę Strzelców Podhalańskich w Rzeszowie i 14 Brygadę Pancerną w Przemyślu[6]

25 września
- w 1 pułku zmechanizowanym odbył się zlot Synów pułków[6]

## Listopad
30 listopada
- w wyniku przeformowania pułków zmechanizowanych powstały: 3 Brygada Pancerna w Trzebiatowie, 7 Brygada Zmechanizowana w Słupsku, 8 Brygada Zmechanizowana w Kołobrzegu

## Grudzień
8 grudnia
- w Gubinie przebywał biskup polowy WP gen. dyw. Sławoj Leszek Głódź[10]